# Hadim Ali Pascià
Hadim Ali Pascià, conosciuto anche come Atik Ali Pascià (hadim significa eunuco; Drozgometva, ... – Amasya, luglio 1511) è stato un politico e militare ottomano.
Di origine albanese, servì sotto il governatore di Rumelia e comandò l'esercito ottomano nella Guerra ottomano–mamelucca del 1485–1491, ma fu sconfitto ad Adana nel 1488. 
Fu poi nominato Gran Visir per il periodo 1501-1503 e, una seconda volta, per il periodo 1509-1511. Durante questo secondo mandato guidò la repressione degli Alevi, sollevatisi ad opera di Shahkulu, ma cadde in combattimento presso Sivas assieme allo stesso capo ribelle Shahkulu.